# Модель вільних електронів
Модель вільних електронів, модель Зоммерфельда або модель Друде-Зоммерфельда — проста квантова модель поведінки валентних електронів у металі, розроблена Арнольдом Зоммерфельдом на основі класичної моделі Друде з врахуванням квантово-механічної статистики Фермі — Дірака. Електрони металу розглядаються в цій моделі як Фермі-газ.
Відмінність моделі Зоммерфельда від моделі Друде в тому, що в кінетичних процесах беруть участь не всі валентні електрони металу, а тільки ті, що мають енергію в межах {\displaystyle k_{B}T} від енергії Фермі, де {\displaystyle k_{B}} — стала Больцмана, T — температура. Це обмеження виникає завдяки принципу Паулі, що забороняє електронам мати однакові квантові числа. Як наслідок при скінченних температурах стани з низькими енергіями заповнені, що перешкоджає електрону змінити свою енергію чи напрямок руху.

Густина станів тривимірного газу ферміонів пропорційна квадратному кореню з кінетичної енергії частинок.

Попри свою простоту, модель пояснює чимало різних явищ, серед яких:
- закон Відемана-Франца;
- температурна залежність теплоємності;
- електрична провідність;
- термоелектронна емісія та автоелектронна емісія;
- форма густини станів електронів;
- діапазон значень енергій зв'язку.

## Основні ідеї та припущення
Якщо в моделі Друде електрони металу поділялися на зв'язані й вільні, то в квантовій механіці через принцип нерозрізненності частинок, електрони колективізовані й належать усьому твердому тілу. Остови атомів металу утворюють періодичну кристалічну ґратку, у якій за теоремою Блоха стани електронів характеризуються квазі-імпульсом. Енергетичний спектр електронів металу розпадається на зони, найцікавішою з яких є частково заповнена зона провідності, утворена валентними електронами.
Модель Зоммерфельда не конкретизує закон дисперсії для електронів у зоні провідності, вважаючи лише, що відхилення від параболічного закону дисперсії вільних частинок, незначні. У початковому наближенні теорія нехтує електрон-електронною взаємодією, розглядаючи електрони як ідеальний газ. Проте для пояснення кінетичних процесів, таких як електро- і теплопровідність, розсіяння електронів один на одному, на коливаннях кристалічної ґратки та дефектах необхідно враховувати. При розгляді цих явищ важливо знати розподіл частинок за енергіями. Тому для опису кінетики електронів використовується рівняння Больцмана. Електростатичне поле всередині провідника вважається слабким завдяки екрануванню.

## Енергія та хвильова функція вільного електрона

Плоска хвиля що рухається вздовж осі x. Різні кольори відповідають різним фазам хвилі

Рівняння Шредінгера для вільного електрона має вигляд
{\displaystyle -{\frac {\hbar ^{2}}{2m}}\nabla ^{2}\Psi (\mathbf {r} ,t)=i\hbar {\frac {\partial }{\partial t}}\Psi (\mathbf {r} ,t)}
Хвильова функція {\displaystyle \Psi (\mathbf {r} ,t)} може бути розділена на просторову і часозалежну частину. Розв'язком часозалежного рівняння є
{\displaystyle \Psi (\mathbf {r} ,t)=\psi (\mathbf {r} )e^{-i\omega t}}
з енергією
{\displaystyle E=\hbar \omega }
Розв'язком часонезалежної просторової частини буде
{\displaystyle \psi _{\mathbf {k} }(\mathbf {r} )={\frac {1}{\sqrt {\Omega _{r}}}}e^{i\mathbf {k} \cdot \mathbf {r} }}
з хвильовим вектором {\displaystyle \mathbf {k} }. {\displaystyle \Omega _{r}} є об'ємом простору, де може перебувати електрон. Кінетична енергія електрона задається рівнянням:
{\displaystyle E={\frac {\hbar ^{2}k^{2}}{2m}}}
Розв'язком у вигляді плоскої хвилі цього рівняння Шредінгера буде
{\displaystyle \Psi (\mathbf {r} ,t)={\frac {1}{\sqrt {\Omega _{r}}}}e^{i\mathbf {k} \cdot \mathbf {r} -i\omega t}}
Фізика твердого тіла та фізика конденсованих середовищ в основному цікавиться часонезалежним розв'язком {\displaystyle \psi _{\mathbf {k} }(\mathbf {r} )}.
Врахування періодичності кристалічної ґратки за теоремою Блоха змінює цю функцію на
{\displaystyle \Psi (\mathbf {r} ,t)={\frac {1}{\sqrt {\Omega _{r}}}}\phi (\mathbf {r} )e^{i\mathbf {k} \cdot \mathbf {r} -i\omega t}},
де {\displaystyle \phi (\mathbf {r} )} — періодична функція. Змінюється також залежність енергії від хвильового вектора. Для врахування цих модифікації широко застосовуються різноманітні модельні гамільтоніани, наприклад: наближення майже вільних електронів, наближення сильного зв'язку тощо.

## Енергія Фермі
Принцип Паулі забороняє електронам мати хвильові функції з однаковими квантовими числами. Для електрона, що описується хвилею Блоха квантовими числами є квазі-імпульс і спін. Основний стан електронного газу відповідає ситуації, коли заповнені всі одноелектронні стани з найменшою енергією аж до певної енергії {\displaystyle E_{F}}, що називається енергії Фермі. Для параболічної зони енергія задана як
{\displaystyle E(\mathbf {k} )={\frac {\hbar ^{2}k^{2}}{2m}}},
таке заповнення означає, що всі стани з хвильовим вектором меншим ніж
{\displaystyle |\mathbf {k} |<k_{F}}, {\displaystyle k_{F}}, який називають хвильовим вектором Фермі, зайняті. Вектор Фермі дорівнює
{\displaystyle k_{F}=(3\pi ^{2}N_{e}/V)^{1/3}},
де {\displaystyle N_{e}} — повна кількість електронів в системі, а V — повний об'єм.
Тоді енергія Фермі
| {\displaystyle E_{F}={\frac {\hbar ^{2}}{2m}}\left({\frac {3\pi ^{2}N_{e}}{V}}\right)^{2/3}\,} |
У наближені майже вільних електронів {\displaystyle Z}-валентного металу слід замінити {\displaystyle N_{e}} на {\displaystyle NZ}, де {\displaystyle N} — це повна кількість іонів металу.

## Розподіл електронів за енергією
При ненульовій температурі електронна підсистема металу не перебуватиме в основному стані, однак різниця залишатиметься відносно невеликою, якщо {\displaystyle k_{B}T\ll E_{F}}, що зазвичай виконується. Імовірність того, що одноелектронний стан з енергією E буде зайнятим задається функцією Фермі:
{\displaystyle f(E)={\frac {1}{e^{(E-\mu )/k_{B}T}+1}}},
де {\displaystyle \mu } — електрохімічний потенціал. При абсолютному нулі температури {\displaystyle \mu =E_{F}}.

## Передбачення теорії
Модель дозволяє правильно описати низку властивостей металів та їх зміни з температурою.

### Теплоємність
При нагріванні електронам металу передається енергія. Однак електрони, енергія яких менша від енергії Фермі, не можуть змінити свого стану. Для цього їм довелося б перейти в стан з більшою енергією, який уже з великою імовірністю зайнятий іншим електроном, а принцип Паулі це забороняє. Тому енергію можуть отримати тільки електрони з енергією близькою до енергії Фермі. Таких електронів мало, приблизно {\displaystyle N_{e}k_{B}T/E_{F}\ll N_{e}}. Тому при високих температурах внесок електронної підсистеми в теплоємність металу малий, порівняно з внеском атомів кристалічної ґратки.
Ситуація змінюється при малих температурах, менших за температуру Дебая, коли теплоємність ґратки пропорційна {\displaystyle T^{3}}, тоді як теплоємність електронної підсистеми пропорціна {\displaystyle T}. Тоді внесок електронів у теплоємність домінує, і теплоємність металу, на відміну від діелектриків, пропорційна температурі.

### Електропровідність
Модель Зоммерфельда допомогла подолати проблему моделі Друде з величиною довжини вільного пробігу електронів. У моделі Друде густина електричного струму задається формулою:
{\displaystyle \mathbf {j} =n{\frac {e^{2}\tau }{m}}\mathbf {E} },
де {\displaystyle n} — густина електронів, {\displaystyle \tau } — час релаксації. Якщо {\displaystyle n} дорівнює числу валентних електронів у твердому тілі, то для отримання реальних значень провідності металів, час релаксації, а отже й довжина пробігу електрона, повинні бути малими, що суперечить припущенню ідеального газу. У моделі Зоммерфельда {\displaystyle n} — це частка електронів з енергією, близькою до енергії Фермі. Вона пропорційна малій величині {\displaystyle k_{B}T/E_{F}}. Тоді електронів, що можуть прискорюватися електричним полем у металі відносно мало, але довжина їхнього пробігу велика.